# Municipio de West Buffalo
El municipio de West Buffalo (en inglés: West Buffalo Township) es un municipio ubicado en el condado de Union en el estado estadounidense de Pensilvania. En el año 2000 tenía una población de 2.795 habitantes y una densidad poblacional de 28 personas por km².

## Geografía
El municipio de West Buffalo se encuentra ubicado en las coordenadas 41°02′00″N 77°04′59″O / 41.03333, -77.08306.

## Demografía
Según la Oficina del Censo en 2000 los ingresos medios por hogar en la localidad eran de $40,000 y los ingresos medios por familia eran $43,654. Los hombres tenían unos ingresos medios de $30,464 frente a los $21,307 para las mujeres. La renta per cápita para la localidad era de $17,173. Alrededor del 6,8% de la población estaban por debajo del umbral de pobreza.